# Niko Kranjčar
Niko Kranjčar, uitspraak: Kranj-tsjar (Zagreb, 13 augustus 1984) is een Kroatisch voormalig profvoetballer die doorgaans als aanvallende middenvelder speelde. Kranjčar debuteerde in 2004 in het Kroatisch voetbalelftal. Hij is een zoon van oud-voetballer Zlatko Kranjčar.

## Clubcarrière

### Jeugdclubs
Kranjčar woonde de eerste negen jaar van zijn jeugd in Wenen. Zijn vader speelde toen bij Rapid Wien. Niet lang daarna mocht hij meetrainen bij het jeugdteam van Rapid Vienna. Hij verhuisde na negen jaar naar Kroatië. Hij ging toen spelen bij de club ONS Hitrec-Kacian, de voetbalschool van Dinamo Zagreb. Vlak voordat hij tien zou worden, ging hij naar Dinamo Zagreb.

### Dinamo Zagreb
Kranjčar speelde een groot deel van zijn jeugd bij de Kroatische club Dinamo Zagreb. Hier heeft zijn vader ook gecoacht en zelf gespeeld. Vanaf zijn 10e speelde hij in het jeugdteam. Op zijn 16e maakte hij het naar het eerste team. Kranjčar speelde daar goed en werd op zijn 16e aanvoerder van de club, 3 weken voordat hij 17 zou worden. Hij was jongste aanvoerder van Dinamo Zagreb ooit. In dat seizoen won hij met de club de Kroatische beker en supercup. Dat jaar daarop wonnen ze weer de supercup en ook de 1. Hrvatska Nogometna Liga.

### Hajduk Split
Na problemen met het management ging de Kroaat in januari 2005 voor 1,5 miljoen euro naar Dinamo's grootste rivaal Hajduk Split. Kranjčar kon geen overeenstemming bereiken met het management van Dinamo Zagreb. Kranjčar was op dat moment aanvoerder van het team waarmee ze in de groepsfase van het UEFA Cup-toernooi werden uitgeschakeld. Na een teleurstellende wedstrijd tegen sc Heerenveen hield de clubbaas van Dinamo als straf het salaris van de spelers één week in. Kranjčar vond dit een oneerlijk besluit en protesteerde waarna ze zo'n ruzie kregen dat er niets anders op zat dan te vertrekken. Geen buitenlandse club had op dat moment interesse in de speler en de enige Kroatische club die genoeg geld voor hem kon neerleggen was Hajduk, de rivaal van Dinamo. Het was het grootste sportnieuws van het jaar in Kroatië, Kranjčar had immers lang bij de club gespeeld. Tevens de duurste transfer ooit in Kroatië (tot Eduardo da Silva naar Arsenal vertrok). Dat jaar in 2005 won hij de supercup van Kroatië. Ook wonnen ze de 1. Hrvatska Nogometna Liga dat jaar.

### Portsmouth
Kranjčar verwachtte in januari naar het buitenland te vertrekken, maar uiteindelijk vertrok hij nog niet. Na het WK 2006 in Duitsland waren er contacten met andere clubs. Nadat Hajduk Split een aanbod van 4 miljoen van Rennes had afgeslagen, kwam er een aanbod van 5,2 miljoen euro van Portsmouth. Hajduk Split ging akkoord met het bedrag. Op 31 augustus 2006 vertrok Kranjčar naar de Engelse club en tekende hij een contract voor vier jaar.

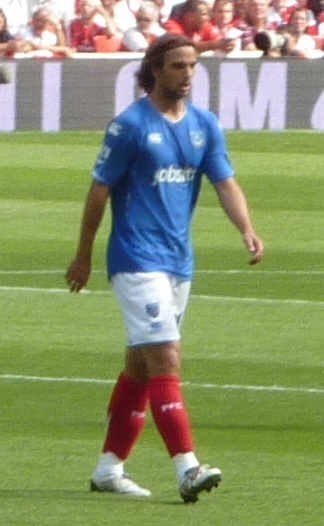
Kranjčar bij Portsmouth

Kranjčar speelde in dit seizoen 28 wedstrijden. In iets meer dan de helft van deze wedstrijden, stond de nummer 19 in de basis opgesteld.
In het begin van de zomer van 2007 waren er opnieuw geruchten over een mogelijk vertrek van Kranjčar naar de Franse club Stade Rennais. Trainer Harry Redknapp had aangegeven interesse te hebben in de Nigeriaanse speler John Utaka die bij de Franse club speelde. Er zou een ruildeal tussen de Franse en Engelse club gaan plaatsvinden, maar uiteindelijk kocht Portsmouth Utaka in plaats van hem te ruilen met Kranjčar.
In het voorseizoen van 2007/2008 kreeg Kranjčar een voetblessure waardoor hij de eerste vier Premier League-wedstrijden van zijn club moest missen, maar na deze blessure speelde Kranjčar elke wedstrijd mee.
Toen het Premier League-seizoen al afgelopen was en Kranjčars team als achtste was geëindigd, vond er nog één belangrijke wedstrijd plaats: de finale van de FA Cup tegen Cardiff City. Portsmouth won met 1-0 dankzij een doelpunt van Nwankwo Kanu. Kranjčar was de eerste Kroaat die deze voetbalbeker won.

### Tottenham Hotspur, Dynamo Kiev, QPR, New York Cosmos, Rangers FC
Kranjčar verruilde in juli 2012 Tottenham Hotspur voor Dynamo Kiev.
Kiev verhuurde Kranjčar gedurende de seizoenen 2013/2014 en 2014/2015 aan Queens Park Rangers. In januari 2016 werd zijn contract bij Dynamo Kiev ontbonden, waarna hij een contract tekende bij de New York Cosmos. Hij tekende in juni 2016 een contract tot medio 2018 bij Rangers FC, dat hem transfervrij overnam van New York Cosmos. Bij Rangers kampte hij veel met blessures en op 23 maart 2018 werd zijn contract ontbonden.

## Interlandcarrière
Kranjčar speelde in de Kroatische nationale teams onder de 16, 17, 19 en 21 jaar. Bij een aantal van deze teams was hij ook aanvoerder. In 2001 won Kranjčar met het nationale team onder de 16 een bronzen medaille op het EK. In deze teams was hij basisspeler, maar voor het seniorenteam werd hij nog niet gevraagd. Otto Barić was toen de bondscoach, maar hij vond Kranjčar nog te jong voor het team. Toen Barić hem uiteindelijk toch opriep voor een vriendschappelijke wedstrijd tegen Duitsland, was hij geblesseerd.
In 2004 werd hij door zijn eigen vader, Zlatko Kranjčar, geselecteerd. Dit zorgde voor veel ophef in Kroatië. Op 18 augustus speelde Kranjčar zijn eerste senioreninterland tegen Ierland, vijf dagen na zijn twintigste verjaardag. Hij behoorde tot de WK-selectie.
Zlatko Kranjčar werd na het WK in Duitsland ontslagen wegens hun vroege uitschakeling. Kroatië ging na de groepsfase al naar huis, hoewel het team tijdens de kwalificatiewedstrijden goed voor de dag kwam. Ondanks hun slechte prestaties op het WK, zag Kranjčar dit toch als het beste moment in zijn carrière. Toen Kranjčar sr. was vertrokken bij het elftal, werd Kranjčar geaccepteerd en gezien als een basisspeler bij het elftal. Hij zat bij de selectie voor het EK 2008. Slaven Bilić, de nieuwe bondscoach, vond Kranjčar een belangrijke speler in hun team. Bilić trainde Kranjčar toen hij nog in het elftal onder de 21 speelde. Hij scoorde twee goals voor Kroatië tijdens het EK 2008.
Op 29 mei 2012 maakte toenmalig bondscoach Slaven Bilić zijn definitieve en 23-koppige selectie bekend die Kroatië zou vertegenwoordigen op het EK 2012 in Polen en Oekraïne. Kranjčar behoorde tot de selectie en kreeg het rugnummer 19 toebedeeld. Op het EK speelde hij in de eerste twee groepswedstrijden, tegen Ierland en Italië. Voor het WK 2014 moest Kranjčar noodgedwongen afzeggen vanwege een scheurtje in zijn linkerhamstring.

## Clubstatistieken
| Seizoen     | Club              | Competitie     | Competitie | Competitie | Competitie | Beker | Beker | Beker | Internationaal | Internationaal | Internationaal | Totaal | Totaal | Totaal |
| Seizoen     | Club              | Competitie     | Wed.       | Dlp.       | Ass.       | Wed.  | Dlp.  | Ass.  | Wed.           | Dlp.           | Ass.           | Wed.   | Dlp.   | Ass.   |
| ----------- | ----------------- | -------------- | ---------- | ---------- | ---------- | ----- | ----- | ----- | -------------- | -------------- | -------------- | ------ | ------ | ------ |
| 2000/01     | Dinamo Zagreb     | HNL            |            |            |            | 1     | 0     | 0     | —              | —              | —              | 1      | 0      | 0      |
| 2001/02     | Dinamo Zagreb     | HNL            |            |            |            | 1     | 0     | 0     | 2              | 0              | 0              | 3      | 0      | 0      |
| 2002/03     | Dinamo Zagreb     | HNL            |            |            |            | 0     | 0     | 0     | 2              | 0              | 0              | 2      | 0      | 0      |
| 2003/04     | Dinamo Zagreb     | HNL            |            |            |            | 3     | 0     | 0     | 7              | 2              | 1              | 10     | 2      | 1      |
| 2004/05     | Dinamo Zagreb     | HNL            |            |            |            | 1     | 0     | 0     | 5              | 2              | 0              | 6      | 2      | 0      |
| Club Totaal | Club Totaal       | Club Totaal    |            |            |            | 6     | 0     | 0     | 16             | 4              | 1              | 22     | 4      | 1      |
| 2004/05     | Hajduk Split      | HNL            |            |            |            | 1     | 0     | 0     | —              | —              | —              | 1      | 0      | 0      |
| 2005/06     | Hajduk Split      | HNL            | 2          | 0          | 0          | 1     | 1     | 0     | 2              | 0              | 0              | 5      | 1      | 0      |
| 2006/07     | Hajduk Split      | HNL            | 5          | 3          | 4          | 0     | 0     | 0     | —              | —              | —              | 5      | 3      | 4      |
| Club Totaal | Club Totaal       | Club Totaal    | 7          | 3          | 4          | 2     | 1     | 0     | 2              | 0              | 0              | 11     | 4      | 4      |
| 2006/07     | Portsmouth        | Premier League | 24         | 2          | 2          | 4     | 0     | 0     | —              | —              | —              | 28     | 2      | 2      |
| 2007/08     | Portsmouth        | Premier League | 34         | 4          | 5          | 8     | 1     | 1     | —              | —              | —              | 42     | 5      | 6      |
| 2008/09     | Portsmouth        | Premier League | 21         | 3          | 3          | 3     | 1     | 0     | 1              | 0              | 0              | 25     | 4      | 3      |
| 2009/10     | Portsmouth        | Premier League | 4          | 0          | 0          | 1     | 1     | 1     | —              | —              | —              | 5      | 1      | 1      |
| Club Totaal | Club Totaal       | Club Totaal    | 83         | 9          | 10         | 16    | 3     | 2     | 1              | 0              | 0              | 100    | 12     | 12     |
| 2009/10     | Tottenham Hotspur | Premier League | 24         | 6          | 5          | 8     | 2     | 1     | —              | —              | —              | 32     | 8      | 6      |
| 2010/11     | Tottenham Hotspur | Premier League | 13         | 2          | 0          | 2     | 0     | 1     | 6              | 0              | 0              | 21     | 2      | 1      |
| 2011/12     | Tottenham Hotspur | Premier League | 12         | 1          | 1          | 3     | 0     | 0     | 3              | 0              | 0              | 18     | 1      | 1      |
| Club Totaal | Club Totaal       | Club Totaal    | 49         | 9          | 6          | 13    | 2     | 2     | 9              | 0              | 0              | 71     | 11     | 8      |
| 2012/13     | Dynamo Kiev       | Premier Liga   | 13         | 4          | 2          | 0     | 0     | 0     | 8              | 0              | 0              | 21     | 4      | 2      |
| Club Totaal | Club Totaal       | Club Totaal    | 13         | 4          | 2          | 0     | 0     | 0     | 8              | 0              | 0              | 21     | 4      | 2      |
| 2013/14     | → QPR             | Championship   | 32         | 2          | 3          | 1     | 0     | 0     | —              | —              | —              | 33     | 2      | 3      |
| 2014/15     | → QPR             | Premier League | 22         | 2          | 1          | 0     | 0     | 0     | —              | —              | —              | 22     | 2      | 1      |
| Club Totaal | Club Totaal       | Club Totaal    | 54         | 4          | 4          | 1     | 0     | 0     | 0              | 0              | 0              | 55     | 4      | 4      |
| 2015/16     | Dynamo Kiev       | Premier Liga   | 0          | 0          | 0          | 1     | 0     | 0     | —              | —              | —              | 1      | 0      | 0      |
| Club Totaal | Club Totaal       | Club Totaal    | 13         | 4          | 2          | 1     | 0     | 0     | 8              | 0              | 0              | 22     | 4      | 2      |
| 2016        | NY Cosmos         | NASL           | 7          | 1          | 1          | 0     | 0     | 0     | —              | —              | —              | 7      | 1      | 1      |
| Club Totaal | Club Totaal       | Club Totaal    | 7          | 1          | 1          | 0     | 0     | 0     | 0              | 0              | 0              | 7      | 1      | 1      |
| 2016/17     | Rangers           | Premiership    | 9          | 1          | 0          | 6     | 2     | 3     | —              | —              | —              | 15     | 3      | 3      |
| 2017/18     | Rangers           | Premiership    | 7          | 0          | 1          | 2     | 0     | 1     | 2              | 0              | 1              | 11     | 0      | 3      |
| Club Totaal | Club Totaal       | Club Totaal    | 16         | 1          | 1          | 8     | 2     | 4     | 2              | 0              | 1              | 26     | 3      | 6      |
| Totaal      | Totaal            | Totaal         | 229        | 31         | 28         | 47    | 8     | 8     | 38             | 4              | 2              | 314    | 43     | 38     |

## Erelijst
- Bronzen medaille op het EK onder de 16 met het Kroatische team in 2001.
- Kroatische beker met Dinamo Zagreb in 2001.
- Kroatische beker met Dinamo Zagreb in 2002.
- Kroatische Supercup met Dinamo Zagreb in 2002.
- Kroatische Supercup met Dinamo Zagreb in 2003.
- 1. Hrvatska Nogometna Liga met Dinamo Zagreb in 2003.
- Kroatische Supercup met Hajduk Split in 2005.
- 1. Hrvatska Nogometna Liga met Hajduk Split in 2005.
- Barclays Asia Trophy met Portsmouth in 2007.
- FA Cup met Portsmouth in 2008.